# Имущественный ущерб
Имущественный ущерб (Материальный ущерб, Имущественный вред, Материальный вред) — ущерб (вред), нанесённый имущественному положению юридического или физического лица вследствие причинения ему вреда (ущерба) или неисполнения условий договора.

## Особенности
Имущественный ущерб может возникнуть при нарушении как имущественных, так и неимущественных прав. Например, причинение вреда здоровью лица приводит к утере части доходов и влечёт за собой необходимость несения расходов на лечение.

## Размер имущественного ущерба
Российское право определяет размер имущественного ущерба, как сумму:
- Стоимости утраченного объекта или размера затрат, необходимых для восстановления объекта.
- Понесённых расходов, связанных с восстановлением нарушенного права[2].
- Размера убытков, вызванных неполучением ожидаемых доходов[3].

## Ответственность
Причинение имущественного ущерба путём обмана или злоупотребления доверием является уголовным преступлением по российскому законодательству.